# Tašov
Tašov település Csehországban, az Ústí nad Labem-i járásban. Tašov Žitenice és Malečov településekkel határos. Lakosainak száma 133 fő (2024. január 1.).

## Népesség
A település lakosságának változását az alábbi diagram mutatja:
| Lakosok száma | 230  | 212  | 191  | 86   | 91   | 100  | 154  | 151  | 126  | 133  |
|               | 1869 | 1890 | 1921 | 1950 | 1980 | 2001 | 2017 | 2019 | 2022 | 2024 |